# 입법 의회 (프랑스)
입법 의회(프랑스어: Assemblée nationale législative, 젠지)는 프랑스 혁명 시기인 1791년 10월 1일부터 1792년 9월 20일까지 있었던 프랑스 왕국의 입법의회이다. 프랑스 최초의 입헌군주제 정권하에 있었던 의회였다. 일원제로 〈헌법제정 국민의회〉(입헌의회)에 의해 제정된 《1791년 프랑스 헌법》에 따라 소집되어 《8월 10일 사건》 이후 국민 공회를 위한 의원 선거를 실시하고 해산했다. 정식 명칭은 ‘입법국민의회’이고 ‘입법의회’는 약어이다. ‘입헌의회’와 ‘입법의회’는 같은 ‘국민 의회’(Assemblée nationale)에서 정권의 변화가 있었던 후 ‘국민 공회’(Convention nationale)가 된다.

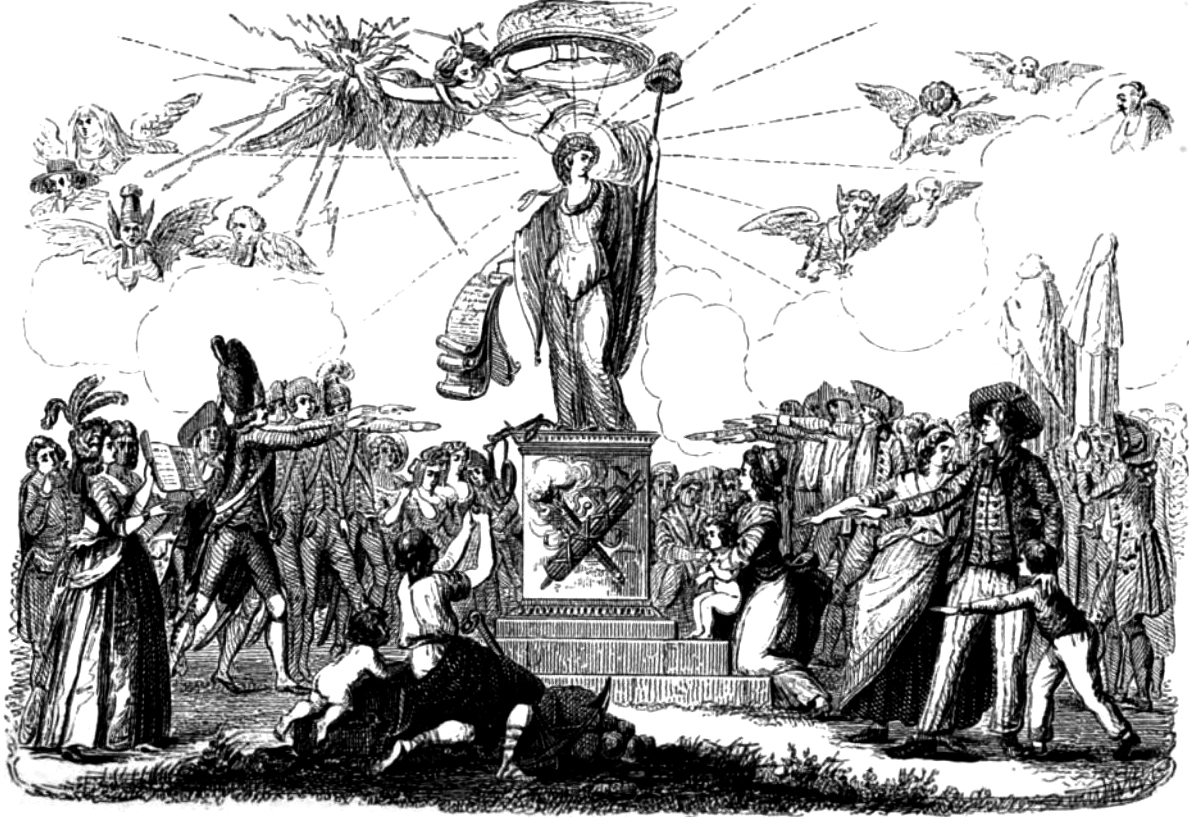
1791년 프랑스 헌법 승인의 우의화

## 개요
1789년 8월 26일의 《프랑스 인권 선언》의 원리는 그 이후 혁명의 급진전으로 수정을 할 수 밖에 없었다. 평등주의 맹점이 신중하게 제거된 《1791년 프랑스 헌법》에서 인권 선언은 첫머리에 나와 있지만, 언론이나 신분적인 또는 경제적인 자유 보장에 머물렀고, 부르주아의 우위를 확정하는 방향으로, 의회와 선거 제도에 대한 제한이 마련되었다.
이 법에서 시민권은 모든 프랑스인이 가지는 것은 아니었다. 참정권은 “사회적 기업의 주주인” 능동적 시민(남성)에 국한되었다. 수동적 시민은 “공권의 형성에 적극적으로 참여한다”로 규정되어 있으며, 시민권이 없는 300만 무산 시민은 선거권, 피선거권을 가지지 못하고 정치로부터 배제되었다. 토지 개혁도 보류 상태에서 2000만 농민은 처음부터 무시되고 있었다. 또한 대의제도는 이중 간접 선거 제도로 유권자가 의원을 선택하는 선거인단을 뽑는 방식이며, 선거인단이 되기 위해서는 훨씬 더 어려운 재산 자격이 설정되어 있었다. 
이 때문에 당시의 프랑스 유권자는 약 430만명으로 인구의 16.5% 정도이며, 직접 선거를 할 수 있는 이는 50만명 정도로 추정되며, 그것은 인구의 1.9% 정도에 불과했다. 따라서 실제로는 구체제 시절의 귀족이나 성직자 같은 특권 신분이 독점하고 있던 정치 참여의 권리가 그대로 부르주아로 옮겨진 것인 뿐만 아니라, 계급제 의회 때보다 유권자의 수가 줄어든 점에 대해서는 민주주의의 후퇴로 사실상 상류 부르주아의 정치 독점을 의미한다. “구체제의 폐허에서 자유주의 원리를 세웠다”라고 표현되는 이 체제를 91년 체제라고 부르지만, 파리 상퀼로트(무산시민)에게는 매우 불만스런 제도였다.

## 같이 보기
- 1791년 프랑스 헌법
- 프랑스 혁명
- 국민의회 (프랑스 혁명)